# Гевгелийски народен театър
Гевгелийският народен театър (на македонска литературна норма: Народен театар - Гевгели) е театър в град Гевгели, Северна Македония.
Театърът е разположен в центъра на града и е създаден в комунистическа Югославия, в началото на 50-те години на XX век. През сцената му минават голям брой местни и чужди постановки. В началото на 90-те години на XX век пострадва от пожар, но по-късно е реконструиран.